# 交通新聞社
株式会社交通新聞社（こうつうしんぶんしゃ）は、東京都千代田区に本社を置く日本の新聞社・出版社。JR旅客各社共同編集の時刻表である『JR時刻表』を刊行するなど、鉄道・交通業界に関する新聞・出版物を刊行する。
自動車雑誌『CARトップ』などを発行する交通タイムス社、タクシー業界紙『東京交通新聞』を発行する東京交通新聞社、タクシー業界紙『交通毎日新聞』を発行するグリーンキャブグループの交通毎日新聞社とは、いずれも無関係である。

## 概要
旧社名は弘済出版社。公益財団法人鉄道弘済会が2001年（平成13年）12月まで出資していた。同年5月に出資会社が鉄道弘済会からJR7社とJRシステム、および日本国有鉄道（国鉄）の流れを汲む日本テレコム（現：ソフトバンク）へ変わり、また運輸業界紙の『交通新聞』などを発行していた交通新聞社（初代）と合併したことから現商号に変更した。
2009年には、『JR電車編成表』などを発行していた有限会社ジェー・アール・アールから書籍発行業務が移管され、同社は編集のみを行うこととなった。同社の書籍は出版取次を通さない独自流通のため限られた書店でしか入手できなかったが、交通新聞社への移管後は流通上の制約がなくなった。
近年はJRの時刻表のみならず、首都圏の大手私鉄の時刻表の委託制作も行っている。

## 沿革

### 弘済出版社
- 1947年（昭和22年）8月
  - 財団法人鉄道弘済会新文庫社により『東京鉄道局編纂 列車時刻表』創刊[2]。
  - 鉄道弘済会門司支部出版部発足、隆文堂印刷発行の『九州線全駅列車時刻表』を継承（現在の『九州時刻表』の前身）[2]。
- 1949年（昭和24年）9月 - 鉄道弘済会門司支部出版部により『全国時間表』創刊（現在の『全国版コンパス時刻表』の前身）[2]。
- 1958年（昭和33年）2月 - 鉄道弘済会の出資により福岡県門司市（現：北九州市門司区）に株式会社弘済出版社を設立し、鉄道弘済会門司支部出版部の事業を移管[2]。
- 1959年（昭和34年）12月 - 鉄道弘済会の出資により北海道弘済出版株式会社を設立。石塚治作発行の『時間表』を継承し『北海道時刻表』を創刊（現在の『北海道時刻表』の前身）[2]。
- 1960年（昭和35年）
  - 3月 - 弘済出版社の本社を門司市より東京都へ移転[2]。
  - 4月 - 『関西・四国時間表』創刊（現在の『JR版西日本時刻表』の前身）[2]。
- 1963年（昭和38年）2月 - 『全国観光時間表』創刊（のちの『大時刻表』、現在の『JR時刻表』の前身）[2]。
- 1964年（昭和39年）1月 - 北海道弘済出版発行『北海道時刻表』を継承し、『北海道全線時間表』に改題[2]。
- 1972年（昭和47年）11月 - SLブームを受け『SLダイヤ情報』創刊（現在の『鉄道ダイヤ情報』の前身）。
- 1977年（昭和52年）2月 - 『旅の手帖』創刊。
- 1980年（昭和55年）3月 - 国鉄のいい旅チャレンジ20,000kmキャンペーン開始に伴い、弘済出版社が事務局業務を担当。
- 1987年（昭和62年）3月 - 『大時刻表』を改題・リニューアルし、『国鉄監修 交通公社の時刻表』に代わる国鉄/JR公式時刻表として『JR編集時刻表』を発刊。ただし新装刊号である1987年4月号はJR発足前の発行であったため『JNR編集時刻表』と題した。
- 1988年（昭和63年）3月 - 『JR編集時刻表』を『JR時刻表』に改題。
- 1996年（平成8年）4月 - 『散歩の達人』創刊。
- 1998年（平成10年）9月 - 『MY LINE 東京時刻表』創刊。
- 2001年（平成13年）5月 - 株主がそれまでの鉄道弘済会からJR各社に改まる。

### 交通新聞社（初代）
- 1899年（明治32年）1月 - 鉄道協会鉄道時報局（のちに帝国鉄道協会鉄道時報局→株式会社鉄道時報局、現在の理工図書株式会社の前身）により『鉄道時報』創刊。
- 1943年（昭和18年）2月 - 財団法人陸運協力会を設立。新聞統制により『鉄道時報』他各種鉄道・陸運業界紙を統合し『陸輸新報』を発刊。
- 1946年（昭和21年）1月 - 陸運協力会の業務を引き継ぐ形で財団法人交通協力会を設立。『陸輸新報』を『交通新聞』に改題。国鉄技術業務誌『交通技術』創刊。
- 1947年（昭和22年）12月 - 『交通年鑑』創刊。
- 1949年（昭和24年）6月 - 国鉄総務・財務・労務業務誌『国有鉄道』創刊。
- 1951年（昭和26年） - 国鉄営業・輸送業務誌『国鉄線』創刊。
- 1959年（昭和34年）10月 - 国鉄広報誌『R』創刊。
- 1982年（昭和57年） - 新幹線グリーン車車内誌『グッデイ』創刊（のちに『Wedge』『Train Vert』など、JR各社独自の車内誌創刊に伴い廃刊）。
- 1987年（昭和62年）
  - 1月 - 『国有鉄道』と『国鉄線』を統合し『国有鉄道国鉄線』創刊。
  - 4月 - 『国有鉄道国鉄線』に『交通技術』と『R』を統合し『JRガゼット』に改題。
  - 10月 - 株式会社交通新聞社を設立し、交通協力会の新聞・出版事業を移管。

### 交通新聞社（2代）
- 2001年（平成13年）12月 - 弘済出版社が交通新聞社を合併し、商号を株式会社交通新聞社に変更。
- 2008年（平成20年）10月 - JRグループ協力の鉄道・旅行情報ウェブマガジン「トレたび」開設。
- 2009年（平成21年）
  - 6月 - 交通新聞社新書の刊行を開始。
  - 同年、有限会社ジェー・アール・アールから『JR電車編成表』などの書籍発行業務を移管される。
- 2014年（平成26年）10月 - 本社を現在地へ移転。

## 主な出版物

### 業界専門紙誌
- 交通新聞[3]
- JRガゼット[4]
- 交通年鑑

### 時刻表
掲載範囲が特徴的なもののみ記載。

#### 月刊
- JR時刻表
- 全国版コンパス時刻表
- 北海道時刻表（北海道支社発行）

#### 季刊
- 年4回発売
  - JR版西日本時刻表（西日本支社発行）
  - 中国版ポケット時刻表
  - 九州時刻表（九州支社発行）
  - 文字の大きな時刻表
- 年1回発売（不定期販売）
  - MY LINE 東京時刻表

#### 不定期刊
- 小田急時刻表

### 旅行・趣味誌
- 鉄道ダイヤ情報
- 旅の手帖
- 散歩の達人
- トレたび（ウェブマガジン）

### 書籍
- 交通新聞社新書（2009年より）
- JR電車編成表（2009年より） - 有限会社ジェー・アール・アールから移管
- JR気動車客車編成表（2009年より） - 有限会社ジェー・アール・アールから移管
- 列車編成席番表（2009年より） - 有限会社ジェー・アール・アールから移管
- 普通列車編成両数表（2009年より） - 有限会社ジェー・アール・アールから移管
- 私鉄車両編成表（2009年より） - 有限会社ジェー・アール・アールから移管

## デジタルコンテンツ
紙媒体の時刻表とは別に、スマートフォン・タブレット端末向けにデジタルコンテンツとしてデジタル時刻表を展開している。スマートフォン向けが"Pro"、タブレット向けが"Lite"となっている。
- デジタルJR時刻表Pro[7]
- デジタルJR時刻表Lite[8]
- デジタル東京時刻表Pro[9]
- デジタル東京時刻表Lite[10]

## 過去の出版物

### 時刻表
- 小型全国時刻表（2021年8月号（2021年7月20日発売）をもって休刊）[11]
- 高速バス時刻表（2020 - 21年冬号をもって休刊）